# Owings
Owings és una concentració de població designada pel cens dels Estats Units a l'estat de Maryland. Segons el cens del 2000 tenia 1.325 habitants.

## Demografia
Segons el cens del 2000, Owings tenia 1.325 habitants, 426 habitatges, i 356 famílies. La densitat de població era de 130,2 habitants per km².
Dels 426 habitatges en un 42,3% hi vivien nens de menys de 18 anys, en un 71,8% hi vivien parelles casades, en un 8,2% dones solteres, i en un 16,4% no eren unitats familiars. En el 10,8% dels habitatges hi vivien persones soles el 3,5% de les quals corresponia a persones de 65 anys o més que vivien soles. El nombre mitjà de persones vivint en cada habitatge era de 3,06 i el nombre mitjà de persones que vivien en cada família era de 3,3.
Per edats la població es repartia de la següent manera: un 29,7% tenia menys de 18 anys, un 5,5% entre 18 i 24, un 29,9% entre 25 i 44, un 25,9% de 45 a 60 i un 9,1% 65 anys o més.
L'edat mediana era de 38 anys. Per cada 100 dones de 18 o més anys hi havia 89,4 homes.
La renda mediana per habitatge era de 74.150 $ i la renda mediana per família de 74.702 $. Els homes tenien una renda mediana de 49.250 $ mentre que les dones 31.204 $. La renda per capita de la població era de 27.287 $. Entorn del 2,5% de les famílies i el 3,5% de la població estaven per davall del llindar de pobresa.

## Poblacions més properes
El següent diagrama mostra les poblacions més properes.